# Jules De Keersmaecker
Jules Jean Louis De Keersmaecker, né le 4 mai 1871 à Liezele et y décédé le 4 janvier 1956 fut un homme politique flamand, membre du parti catholique.
Il fut docteur en droit et notaire. Il fut élu député de l'arrondissement de Malines à la Chambre des Représentants (1919-32).